# Аніс Бен Сліман
Аніс Бен Сліман (араб. أنيس بن سليمان, дан. Anis Ben Slimane, нар. 16 березня 2001, Копенгаген) — данський і туніський футболіст, півзахисник клубу «Шеффілд Юнайтед» і національної збірної Тунісу.

## Клубна кар'єра
Народився 16 березня 2001 року в Копенгагені в родині вихідців з Тунісу.
У дорослому футболі дебютував 2018 року виступами за команду «Академіск», в якій провів один сезон, взявши участь у 18 матчах чемпіонату. 
2019 року перейшов до «Брондбю».
13 липня 2023 року підписав угоду на три роки з англійським клубом «Шеффілд Юнайтед», який щойно вийшов у Прем'єр-лігу.

## Виступи за збірні
2019 року дебютував у складі юнацької збірної Данії (U-19), загалом на юнацькому рівні взяв участь у 9 іграх, відзначившись 2 забитими голами.
2019 року залучався до складу молодіжної збірної Тунісу. На молодіжному рівні зіграв у 2 офіційних матчах, а 2020 року дебютував в офіційних матчах у складі національної збірної Тунісу.
У складі збірної — учасник Кубка африканських націй 2021 року в Камеруні і чемпіонату світу 2022 року в Катарі.
| Дата       | Місто        | Господарі            | Результат | Гості                | Турнір                                        | Голи | Примітки  |
| ---------- | ------------ | -------------------- | --------- | -------------------- | --------------------------------------------- | ---- | --------- |
| 9-10-2020  | Туніс        | Туніс                | 3 – 0     | Судан                | товариський матч                              | 1    | 59'       |
| 13-10-2020 | Абуджа       | Нігерія              | 1 – 1     | Туніс                | товариський матч                              | -    |           |
| 13-11-2020 | Радес        | Туніс                | 1 – 0     | Танзанія             | Відбір до Кубка африканських націй 2021       | -    | 71'       |
| 17-11-2020 | Дар-ес-Салам | Танзанія             | 1 – 1     | Туніс                | Відбір до Кубка африканських націй 2021       | -    | 90+2'     |
| 25-3-2021  | Бенгазі      | Лівія                | 2 – 5     | Туніс                | Відбір до Кубка африканських націй 2021       | 1    | 77'       |
| 28-3-2021  | Радес        | Туніс                | 2 – 1     | Екваторіальна Гвінея | Відбір до Кубка африканських націй 2021       | -    | 62'       |
| 5-6-2021   | Туніс        | Туніс                | 1 – 0     | ДР Конго             | товариський матч                              | -    | 67'       |
| 11-6-2021  | Радес        | Туніс                | 0 – 2     | Алжир                | товариський матч                              | -    | 46'       |
| 15-6-2021  | Радес        | Туніс                | 1 – 0     | Малі                 | товариський матч                              | 1    | 80'       |
| 3-9-2021   | Радес        | Туніс                | 3 – 0     | Екваторіальна Гвінея | Відбір до ЧС 2022                             | -    | 68'       |
| 7-9-2021   | Ндола        | Замбія               | 0 – 2     | Туніс                | Відбір до ЧС 2022                             | 1    | 58'       |
| 7-10-2021  | Радес        | Туніс                | 3 – 0     | Мавританія           | Відбір до ЧС 2022                             | -    | 75'       |
| 13-11-2021 | Малабо       | Екваторіальна Гвінея | 1 – 0     | Туніс                | Відбір до ЧС 2022                             | -    | 89'       |
| 16-11-2021 | Туніс        | Туніс                | 3 – 1     | Замбія               | Відбір до ЧС 2022                             | -    | 46'       |
| 12-1-2022  | Лімбе        | Туніс                | 0 – 1     | Малі                 | Кубок африканських націй 2021 - 1-й етап      | -    | 67'       |
| 16-1-2022  | Лімбе        | Туніс                | 4 – 0     | Мавританія           | Кубок африканських націй 2021 - 1-й етап      | -    | 45+1' 71' |
| 20-1-2022  | Лімбе        | Гамбія               | 1 – 0     | Туніс                | Кубок африканських націй 2021 - 1-й етап      | -    |           |
| 23-1-2022  | Гаруа        | Нігерія              | 0 – 1     | Туніс                | Кубок африканських націй 2021 - 1/8 фіналу    | -    | 90+4'     |
| 29-1-2022  | Гаруа        | Буркіна-Фасо         | 1 – 0     | Туніс                | Кубок африканських націй 2021 - чвертьфінал   | -    | 46'       |
| 25-3-2022  | Бамако       | Малі                 | 0 – 1     | Туніс                | Відбір до ЧС 2022                             | -    | 85'       |
| 5-6-2022   | Франсистаун  | Ботсвана             | 0 – 0     | Туніс                | Відбір до Кубка африканських націй 2023       | -    | 86'       |
| 10-6-2022  | Кобе         | Чилі                 | 0 – 2     | Туніс                | товариський матч                              | -    | 90+4'     |
| 14-6-2022  | Суйта        | Японія               | 0 – 3     | Туніс                | товариський матч                              | -    | 90+4'     |
| 27-9-2022  | Париж        | Бразилія             | 5 – 1     | Туніс                | товариський матч                              | -    | 81'       |
| 22-11-2022 | Ер-Раян      | Данія                | 0 – 0     | Туніс                | ЧС 2022 - груповий етап                       | -    | 67'       |
| 30-11-2022 | Ер-Раян      | Туніс                | 1 – 0     | Франція              | ЧС 2022 - груповий етап                       | -    | 83'       |
| 28-3-2023  | Бенгазі      | Лівія                | 0 – 1     | Туніс                | Відбір до Кубка африканських націй 2023       | -    | 65'       |
| 17-6-2023  | Малабо       | Екваторіальна Гвінея | 1 – 0     | Туніс                | Відбір до Кубка африканських націй 2023       | -    | 61'       |
| 20-6-2023  | Аннаба       | Алжир                | 1 – 1     | Туніс                | товариський матч                              | -    | 76'       |
| 6-1-2024   | Радес        | Туніс                | 0 – 0     | Мавританія           | товариський матч                              | -    | 84'       |
| 10-1-2024  | Радес        | Туніс                | 2 – 0     | Кабо-Верде           | товариський матч                              | -    | 64'       |
| 16-1-2024  | Корого       | Туніс                | 0 – 1     | Намібія              | Кубок африканських націй 2023 - груповий етап | -    | 83'       |
| 20-1-2024  | Корого       | Туніс                | 1 – 1     | Малі                 | Кубок африканських націй 2023 - груповий етап | -    | 88'       |
| 24-1-2024  | Корого       | ПАР                  | 0 – 0     | Туніс                | Кубок африканських націй 2023 - груповий етап | -    | 59'       |
| Усього     |              | Матчів               | 34        |                      | Голів                                         | 4    |           |

## Титули і досягнення
- Чемпіон Данії (1):

«Брондбю»: 2020-2021